# Lennart Skoglund
Lennart «Nacka» Skoglund (Estocolmo, 24 de diciembre de 1929-Estocolmo, 8 de julio de 1975) fue un futbolista internacional sueco. Es una de las figuras más importantes del deporte sueco en la década de 1950 y uno de los primeros que jugó a nivel profesional. En el campo ocupaba la posición de extremo izquierdo y se hizo muy famoso por su regate y control del balón, así como por su personalidad extrovertida.
En 1946 llegó al primer equipo del Hammarby IF y gracias a sus actuaciones fue convocado para la Copa Mundial de 1950. Cuando el torneo concluyó, firmó un contrato profesional con el Inter de Milán en el que ganó dos ligas durante las nueve temporadas que estuvo allí. Después pasó por la Sampdoria y por el Palermo antes de regresar a su país, donde se retiró en 1968. El mayor éxito de su carrera fue disputar la final de la Copa Mundial de 1958, en la que Suecia fue derrotada por Brasil.

## Biografía
Lennart Skoglund nació en el barrio de Östermalm (Estocolmo) y desde pequeño mostró más interés por el deporte que por los estudios. Durante su tiempo libre jugaba en equipos de hockey sobre hielo y bandy, aunque se decantó por el fútbol gracias a su habilidad para controlar el balón. En 1943, cuando tenía 14 años, ingresó en las filas del BK Stjärnan, y un año después se marchó a las categorías inferiores del Hammarby IF. Para distinguirle de otro jugador con el que compartía nombre, fue apodado «Nacka» en referencia al municipio sueco donde entrenaba con su hermano.
En 1946 debutó con el primer equipo del Hammarby, en aquella época en la cuarta categoría por una reorganización del campeonato. Skoglund tuvo que compaginar sus apariciones con un empleo de electricista. Desde la posición de extremo izquierdo destacó por su regate, su técnica, su disparo con la zurda y por el olfato goleador, con 21 goles en 57 partidos oficiales a lo largo de tres temporadas.
Nacka Skoglund saltó a la fama gracias a la selección de fútbol de Suecia, a la que entonces solo podían acudir futbolistas amateur. La Asociación Sueca de Fútbol había establecido un programa nacional para descubrir talento en las divisiones inferiores. El seleccionador George Raynor se fijó en las cualidades de Nacka pero no le convencía su carácter. Para controlarlo mejor se lo llevó en 1949 al AIK Estocolmo, equipo de la máxima categoría al que también entrenaba, y finalmente le convocó para la Copa Mundial de Fútbol de 1950 en sustitución de Henry Carlsson. Aunque en ese torneo tuvo un desempeño irregular, llamó la atención de los ojeadores italianos cuando Suecia derrotó a los transalpinos por 3:2, en la que fue la mejor actuación personal del extremo.
En verano de 1950 se marchó al Inter de Milán de la Serie A, en un traspaso valorado en doce millones de liras. A nivel deportivo formó una pareja goleadora con Benito Lorenzi e István Nyers que condujo a los negriazules a dos títulos de liga (1952/53 y 1953/54), e hizo gala de las habilidades por las que destacó en el fútbol sueco. Sin embargo, su vida personal fue más complicada por sus salidas nocturnas e incidentes que acarrearon sanciones de la directiva. Siguió siendo un referente del fútbol escandinavo y la Asociación Sueca, con motivo de la Copa Mundial de 1958, abrió la selección nacional a los futbolistas profesionales. A pesar de que el entrenador Raynor no toleraba la falta de disciplina de Nacka, volvió a confiar en él y éste condujo a Suecia hasta la final, en la que cayeron por 2:5 frente a Brasil. Fue uno de los dos suecos, junto con Orvar Bergmark, que formó parte del once ideal del torneo.
Skoglund permaneció en el Inter durante nueve temporadas, con un récord de 241 partidos y 55 goles. Entre 1959 y 1962 jugó para la Unione Calcio Sampdoria, donde retuvo la titularidad, y después recaló brevemente en el Palermo. La ruptura con su esposa, su alcoholismo y una disputa con los aficionados palermitanos propiciaron su salida de Italia. En 1964 regresó al Hammarby IF con una trayectoria errática, se retiró de la competición en 1967 y siguió jugando por diversión en el Kärrtorps BK de Estocolmo hasta 1968, colgando las botas a los 39 años.
Los últimos años de vida de Nacka Skoglund fueron muy complicados por la falta de dinero, sus problemas con el alcohol y la mala situación personal, pues sus hijos se habían quedado en Italia con la madre. Aquejado por una fuerte depresión, puso fin a su vida el 8 de julio de 1975. La policía halló el cadáver en su casa y determinó que había fallecido por intoxicación por monóxido de carbono, al dejarse abierta la llave del gas. Al funeral asistieron más de 2.000 personas. Su tumba puede encontrarse en el cementerio de Skogskyrkogården.
Cerca de su casa se levantó una estatua, «Vi ses vid målet» (Nos vemos en la portería), en la que se reproduce su jugada más emblemática: un gol olímpico.
Nacka tuvo dos hijos con la modelo Nuccia Zirilli, con quien se casó en 1952: Evert (1953) y Giorgio (1957). Ambos siguieron los pasos de su padre y fueron futbolistas profesionales.

## Selección nacional

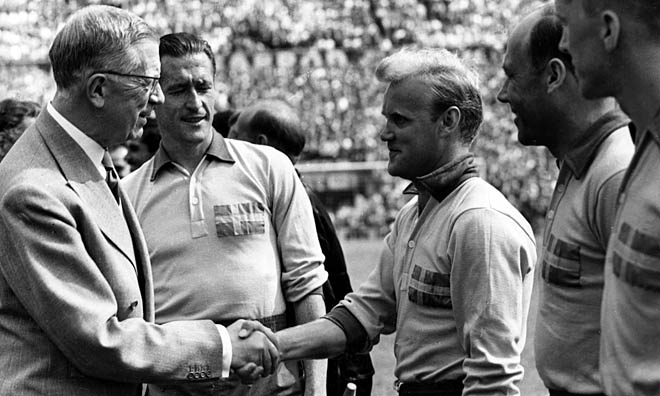
El rey Gustavo VI Adolfo estrecha la mano de Skoglund en la Copa Mundial de 1958.

Nacka Skoglund fue internacional por la selección de fútbol de Suecia en 11 ocasiones y solo marcó un gol.
Fue descubierto por los ojeadores de la Asociación Sueca de Fútbol en 1948, cuando el organismo necesitaba descubrir jugadores jóvenes para la Copa Mundial de Fútbol de 1950 porque no podían llamar a los profesionales. El seleccionador George Raynor le tuvo en el punto de mira a partir de 1949, pero no le dio una oportunidad hasta un año después, cuando brilló en un encuentro de las estrellas de la liga. El debut llegó el 8 de junio de 1950 en un amistoso frente a Países Bajos en Solna, días antes de viajar a Brasil para el Mundial.
Ya en el torneo, Skoglund solo disputó tres partidos. En la fase de grupos lo jugó todo, con una mejor actuación frente a Italia (3:2) que ante Paraguay (2:2). Pero en la fase final solo estuvo presente en la derrota contra Brasil (6:1) por la que su país perdió toda opción de dar la sorpresa, y no volvió al once titular. Cuando fichó por el Inter de Milán, dejó de ser seleccionable.
Suecia siguió llamando solo a futbolistas amateur hasta la Copa Mundial de Fútbol de 1958, en la que aceptó el profesionalismo. Skoglund fue pieza clave en ataque junto con Kurt Hamrin, Gunnar Gren, Agne Simonsson y el capitán Nils Liedholm. En todo el torneo disputó seis partidos, marcó un gol y llegó hasta la final, en la que los suecos cayeron por 2:5 frente a la Brasil de Garrincha y Pelé.
El último partido de Skoglund fue un homenaje el 7 de octubre de 1964 en Solna contra Polonia (3:3).

### Participaciones en Copas del Mundo
| Mundial                        | Sede                     | Resultado                | Partidos | Goles |
| ------------------------------ | ------------------------ | ------------------------ | -------- | ----- |
| Copa Mundial de Fútbol de 1950 | Brasil                   | Tercer lugar             | 3        | 0     |
| Copa Mundial de Fútbol de 1958 | Suecia                   | Subcampeón               | 6        | 1     |
| Total en Copas del Mundo       | Total en Copas del Mundo | Total en Copas del Mundo | 9        | 1     |

## Clubes
| Club            | País   | Año         |
| --------------- | ------ | ----------- |
| Hammarby I. F.  | Suecia | 1946 - 1949 |
| AIK             | Suecia | 1949 - 1950 |
| Inter de Milán  | Italia | 1950 - 1959 |
| U. C. Sampdoria | Italia | 1959 - 1962 |
| U. S. Palermo   | Italia | 1962 - 1963 |
| Hammarby I. F.  | Suecia | 1964 - 1967 |
| Kärrtorps I. K. | Suecia | 1968        |

## Palmarés
| Título         | Club           | País   | Año  |
| -------------- | -------------- | ------ | ---- |
| Copa de Suecia | AIK            | Suecia | 1950 |
| Serie A        | Inter de Milán | Italia | 1953 |
| Serie A        | Inter de Milán | Italia | 1954 |